# Сентърфийлд
Сентърфийлд (на английски: Centerfield) е град в окръг Санпит, щата Юта, САЩ. Сентърфийлд е с население от 1048 жители (2000) и обща площ от 4,7 km². Намира се на 1554 m надморска височина. ЗИП кодът му е 84622, а телефонният му код е 435.